# Titularbistum Isauropolis
Isauropolis (ital.: Isauropoli) ist ein Titularbistum der römisch-katholischen Kirche.
Es geht zurück auf einen früheren Bischofssitz in der gleichnamigen antiken Stadt, die sich in der kleinasiatischen Landschaft Lykaonien in der heutigen südlichen Türkei befand. Das Bistum gehörte der Kirchenprovinz Iconium an.
| Isauria in Asia Minor           |                                                      |                                                                             |                    |                    |
| Titularbischöfe von Isauropolis |                                                      |                                                                             |                    |                    |
| Nr.                             | Name                                                 | Amt                                                                         | von                | bis                |
| 1                               | Bernard Gozdzki                                      | Weihbischof in Posen (Polen-Litauen)                                        | 6. Juli 1722       | 16. März 1725      |
| 2                               | Gregorio de Molleda y Clerque                        |                                                                             | 26. September 1725 | 3. August 1729     |
| 3                               | Louis-Mathias-Joseph de Barral                       | Koadjutorbischof von Troyes (Frankreich)                                    | 15. September 1788 | 22. Dezember 1790  |
| 4                               | Michele Di Pietro                                    |                                                                             | 21. Februar 1794   | 9. August 1802     |
| 5                               | Jean-Louis Taberd MEP                                | Apostolischer Vikar von Cochin (Vietnam)                                    | 18. September 1827 | 31. Juli 1840      |
| 6                               | Dominique Lefèbvre MEP                               | Koadjutorvikar von Ost-Cochin Apostolischer Vikar von West-Cochin (Vietnam) | 10. Dezember 1839  | 30. April 1865     |
| 7                               | Tomás Badía OP                                       | Koadjutorvikar von Fo-Kien (Kaiserreich China)                              | 19. Januar 1842    | 10. September 1844 |
| 8                               | Stanislas-Gabriel-Henri Baudry MEP                   | Apostolischer Vikar von Ningyüan (Republik China)                           | 18. März 1927      | 11. April 1946     |
| 9                               | Jean-Baptiste Urrutia MEP                            | Apostolischer Vikar von Huế (Vietnam)                                       | 21. Februar 1948   | 24. November 1960  |
| 10                              | Philip Francis Pocock Titularerzbischof pro hac vice | Koadjutorerzbischof von Toronto (Kanada)                                    | 18. Februar 1961   | 30. März 1971      |